# Eoschizopera chiloensis
Eoschizopera chiloensis is een eenoogkreeftjessoort uit de familie van de Miraciidae. De wetenschappelijke naam van de soort is voor het eerst geldig gepubliceerd in 1992 door Mielke.